# Passion: Let the Future Begin
Passion: Let the Future Begin – album koncertowy nagrany przez organizację chrześcijańską Passion Conferences, przy widowni ponad 60 tysięcy starszej młodzieży w Atlancie, w Stanach Zjednoczonych. Ten zbiór nowych piosenek obejmuje takich artystów jak: Chris Tomlin, David Crowder, Charlie Hall, Matt Redman, Christy Nockels, Kristian Stanfill i innych gości specjalnych. Album został wydany dnia 12 marca 2013 roku.

## Lista utworów
| Nr  | Tytuł utworu                                       | Długość |
| --- | -------------------------------------------------- | ------- |
| 1.  | „God's Great Dance Floor” (Chris Tomlin)           | 7:11    |
| 2.  | „The Lord Our God” (Kristian Stanfill)             | 4:47    |
| 3.  | „Jesus, Only Jesus” (Matt Redman)                  | 4:54    |
| 4.  | „Once and for All” (Tomlin)                        | 5:50    |
| 5.  | „Burning in My Soul” (Brett Younker)               | 5:22    |
| 6.  | „Revelation Song” (Kari Jobe)                      | 8:28    |
| 7.  | „Children of Light” (Stanfill)                     | 4:27    |
| 8.  | „Whom Shall I Fear (God of Angel Armies)” (Tomlin) | 5:21    |
| 9.  | „We Glorify Your Name” (Tomlin)                    | 3:23    |
| 10. | „Here's My Heart” (David Crowder)                  | 6:57    |
| 11. | „Come to the Water” (Stanfill)                     | 6:22    |
| 12. | „My Delight Is in You” (Christy Nockels)           | 6:36    |
| 13. | „Shout” (Tomlin, Redman)                           | 4:27    |
| 14. | „In Christ Alone” (Stanfill)                       | 5:39    |